# Kaleń-Towarzystwo
Kaleń-Towarzystwo (prononciation : [ˈkalɛɲ tɔvaˈʐɨstfɔ]) est un village polonais de la gmina de Żabia Wola dans le powiat de Grodzisk Mazowiecki de la voïvodie de Mazovie dans le centre-est de la Pologne.

## Histoire
De 1975 à 1998, le village appartenait administrativement à la voïvodie de Skierniewice.